# Quân Giải phóng Balochistan
Quân Giải phóng Balochistan (tiếng Balochi: بلۏچستان آجوییء لشکر), viết tắt tiếng Anh là BLA (Balochistan Liberation Army), còn được gọi là Quân đội Giải phóng Baloch, là một tổ chức chiến binh có trụ sở tại Afghanistan.
Từ năm 2004 BLA đã tiến hành một cuộc đấu tranh vũ trang bạo lực chống lại Pakistan vì mục tiêu họ tuyên bố là quyền tự quyết của người Baloch và tách Balochistan độc lập với Pakistan. BLA hoạt động chủ yếu ở Balochistan, tỉnh lớn nhất của Pakistan, nơi họ thực hiện các cuộc tấn công chống lại Lực lượng Vũ trang Pakistan, thường dân và quốc tịch nước ngoài.
BLA đã tham gia vào việc thanh lọc sắc tộc của những người thiểu số không thuộc vùng Baloch ở Balochistan.
Quân đội Giải phóng Baloch được biết đến công khai vào mùa hè năm 2000, sau khi nước này tuyên bố xác nhận một loạt các cuộc tấn công ném bom vào chính quyền Pakistan.
BLA bị một số nước liệt vào danh sách tổ chức khủng bố, gồm có Pakistan , Vương quốc Anh , và Hoa Kỳ .